# La Buissière
La Buissière ist eine französische Gemeinde mit 791 Einwohnern (Stand 1. Januar 2022) im Département Isère in der Region Auvergne-Rhône-Alpes; sie gehört zum Arrondissement Grenoble und zum Kanton Haut-Grésivaudan.
Nachbargemeinden von La Buissière sind: Sainte-Marie-d’Alloix, La Flachère, Barraux, Pontcharra und Le Cheylas.

## Geschichte
Die Burg von La Buissière verteidigte den Zugang nach Grenoble auf dem rechten Ufer der Isère. Sie wurde im 12. Jahrhundert auf einem den (ohnehin befestigten) Ort dominierenden Hügel gebaut und Château Dauphin genannt.

## Bevölkerungsentwicklung
| Jahr                       | 1962 | 1968 | 1975 | 1982 | 1990 | 1999 | 2010 | 2018 |
| -------------------------- | ---- | ---- | ---- | ---- | ---- | ---- | ---- | ---- |
| Einwohner                  | 356  | 384  | 369  | 346  | 475  | 566  | 693  | 700  |
| Quellen: Cassini und INSEE |      |      |      |      |      |      |      |      |

## Persönlichkeiten
- Charles de La Bussière war 1794 Mitarbeiter des Wohlfahrtsausschusses, der seine Nächte damit verbrachte, die Anklageschriften der Eingekerkerten zu vernichten, wodurch er 1153 Personen das Leben rettete.

## Weblinks

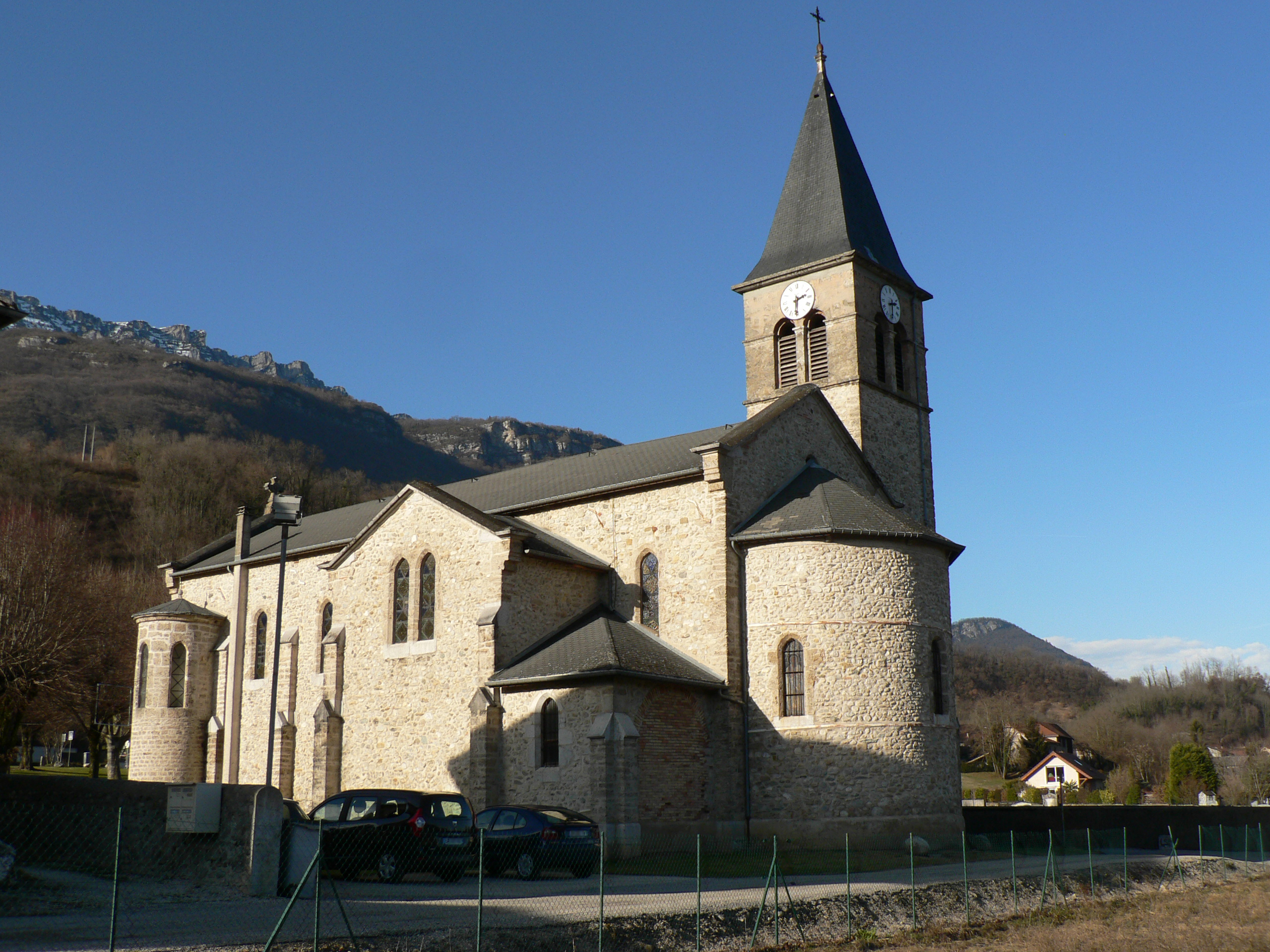
Kirche Saint-Jean-Baptiste